# Hulcze (gromada)
Hulcze – dawna gromada, czyli najmniejsza jednostka podziału terytorialnego Polskiej Rzeczypospolitej Ludowej w latach 1954–1972.
Gromady, z gromadzkimi radami narodowymi (GRN) jako organami władzy najniższego stopnia na wsi, funkcjonowały od reformy reorganizującej administrację wiejską przeprowadzonej jesienią 1954 do momentu ich zniesienia z dniem 1 stycznia 1973, tym samym wypierając organizację gminną w latach 1954–1972.
Gromadę Hulcze z siedzibą GRN w Hulczu utworzono – jako jedną z 8759 gromad na obszarze Polski – w powiecie hrubieszowskim w woj. lubelskim na mocy uchwały nr 8 WRN w Lublinie z dnia 5 października 1954. W skład jednostki weszły obszary dotychczasowych gromad Sulimów, Chochłów, Horodyszcze, Hulcze, Liwcze i Kościaszyn ze zniesionej gminy Hulcze w tymże powiecie. Dla gromady ustalono 9 członków gromadzkiej rady narodowej.
1 stycznia 1960 do gromady Hulcze włączono wsie Żniatyn, Liski, Dłużniów, Winniki i Przewodów oraz PGR Białystok i PGR Przewodów ze zniesionej gromady Żniatyn w tymże powiecie.
1 stycznia 1962 do gromady Hulcze włączono obszar zniesionej gromady Chłopiatyn w tymże powiecie.
Gromada przetrwała do końca 1972 roku, czyli do kolejnej reformy gminnej.